# Friedrich Radek
Friedrich Radek (* 10. November 1884 in Berlin; † 17. Juli 1964 in Stralsund) war ein katholischer Priester.

## Leben
Friedrich Radek wuchs in Oberglogau auf und empfing nach dem Studium der Philosophie und Katholischen Theologie in Breslau am 22. Juni 1907 das Sakrament der Priesterweihe. Nach Kaplansstellen im oberschlesischen Biskupitz-Borsigwerk und in Nauen wurde er 1915 Kuratus in Belgard an der Persante. Ab 1922 war er Pfarrer in Stralsund, seit 1925 auch Erzpriester. 1939 erhielt er den Titel Geistlicher Rat.
Papst Pius XII. verlieh ihm am 22. Dezember 1949 den Titel Päpstlicher Geheimkämmerer.
Am Ende des Zweiten Weltkriegs verhandelte Radek Anfang Mai 1945 nach der Besetzung Stralsunds durch sowjetische Truppen mit deren Kommandeur und ließ sich als Parlamentär zu Verhandlungen mit den Truppen der Wehrmacht auf die Insel Rügen entsenden. Durch die dadurch erreichte Kapitulation dieser Einheiten wurde die mit Flüchtlingen überfüllte Hansestadt vor der Zerstörung bewahrt. Die DDR ehrte Radek für seinen Einsatz 1955 mit dem Vaterländischen Verdienstorden in Silber. Nachdem die DDR-Behörden nach einer Verleumdungskampagne gegen die in Stralsund ansässigen Borromäerinnen 1958 das katholische Waisenhaus schlossen, gab Radek seinen Orden als Zeichen des Protests zurück.
Friedrich Radeks Grab befindet sich auf dem Katholischen Friedhof am Frankendamm in Stralsund. Das Pfarrhaus der Gemeinde Heilige Dreifaltigkeit trägt seinen Namen.